# Badda
Badda (arab. بدا) – miejscowość w Syrii, w muhafazie Damaszek. W 2004 roku liczyła 6564 mieszkańców.